# Tubalcaín
Tubalcaín o Túbal Caín es el nombre de un personaje de la Biblia, hijo de Lamec y su segunda esposa Sila, y además tuvo una hermana directa de nombre Naamá. Su función dentro de la genealogía de Caín, junto a su padre, su madre, su madrastra y sus hermanos, es la simbolización del progreso y el avance cultural. Tubal Caín en concreto representa la metalurgia.
Debido a que su función en el mundo fue hacer la vida más cómoda, se considera que los cuatro hijos de Lamec, entre ellos Tubal Caín, son los padres de distintas artes y oficios, al empezar a desarrollarse la civilización. Los hijos que nacieron de la primera esposa de Lamec, llamada Ada, fueron Jabal el primero, considerado padre de la geometría, quien se ocupaba de conducir rebaños de ovejas al campo y primitivamente construyó casas de madera y piedra; el segundo hermano fue Jubal, quien es considerado el padre de la música y las canciones de la lengua, haciendo uso del arpa y la flauta. De la segunda esposa de Lamec, llamada Zila, nació el tercer hermano, Tubal Caín, quien es considerado padre de la metalurgia ya que tenía la habilidad de trabajar con diversos metales, además de ser un guerrero, y utilizaba en ello su habilidad para construir armas. La cuarta hija es Naamá, hermana de Tubal Caín e hija de Zila, quien fundó el arte de tejer.

## Significado
El conocimiento de la forma de trabajar el bronce y el cobre se difundió desde el Asia Menor para llegar a todo el Oriente Próximo, con lo que el nombre del personaje Tubal está muy relacionado con el de la tribu del Asia Menor Tubal por sus conocimientos de los metales.
La tribu Tubal es una tribu sudoriental del Asia Menor que siempre aparece mencionada en conjunto con la tribu de Mesec o Mesej en la tradición cuneiforme asiria en los escritos griegos y en la Biblia, que vivieron específicamente en Cilicia. En la Biblia aparecen mencionados y descritos en el Libro de Ezequiel y en el Libro de Isaías para el siglo VII a. C. donde se les considera buenos guerreros, orfebres y vendedores de esclavos. En el Génesis se los cuenta entre los hijos de Jafet. Los cimerios los habrían hecho retirarse a la zona montañosa oriental del mar Negro y en momentos dados de su historia fueron aliados de los escitas y de otras tribus para comerciar, guerrear y defenderse de sus enemigos comunes, Gén. 10:2, Ez. 27:13, Is. 66:19.
Se dice que fue el fundador de Tarazona, en la actual provincia de Zaragoza. En el escudo de la ciudad así viene reflejado, donde se indica que después fue refundada por Hércules. Hoy en día, un centro educativo lleva el nombre de este personaje mitológico en la ciudad.

## Confusiones
Tubalcaín nada tiene que ver con Tubal, hijo de Jafet y nieto de Noé, considerado como padre de la raza íbera y como su primer rey.